# Toyota Princess Cup 2000
Toyota Princess Cup 2000 — жіночий тенісний турнір, що проходив на відкритих кортах з твердим покриттям у Токіо (Японія). Належав до турнірів 2-ї категорії в рамках Туру WTA 2000. Турнір відбувся вчетверте і тривав з 2 до 8 жовтня 2000 року. Друга сіяна Серена Вільямс здобула титул в одиночному розряді й отримала 87 тис. доларів США.

## Фінальна частина

### Одиночний розряд
Серена Вільямс —  Жюлі Алар-Декюжі, 7–5, 6–1
- Для Вільямс це був 3-й титул в одиночному розряді за сезон і 8-й — за кар'єру.

### Парний розряд
Жюлі Алар-Декюжі /  Ай Суґіяма —  Міягі Нана /  Паола Суарес, 6–0, 6–2